# Sikorsky CH-53E Super Stallion
El Sikorsky CH-53E Super Stallion, designado S-80E por el fabricante, es un helicóptero de transporte pesado creado por la compañía estadounidense Sikorsky Aircraft Corporation para el Cuerpo de Marines de los Estados Unidos. Es el helicóptero más grande en servicio con las Fuerzas Armadas de los Estados Unidos, y es de hecho hasta el momento la mayor aeronave de este tipo de fabricación estadounidense. Fue desarrollado a partir del CH-53 Sea Stallion, principalmente añadiéndole un tercer motor.
Existe una variante menos común denominada MH-53E Sea Dragon que fue creada para cubrir las necesidades de la Armada de los Estados Unidos para realizar el transporte de cargas pesadas y misiones de búsqueda, localización, y barrido de minas de largo alcance. Por su parte, los marines y marineros estadounidenses suelen denominar al Super Stallion como Hurricane Maker  debido a los remolinos que genera el helicóptero.
Se ha desarrollado un nuevo modelo derivado del CH-53, denominado CH-53K King Stallion, que cuenta con nuevos motores, nuevas palas de materiales compuestos, y una cabina más ancha.

## Desarrollo

### Antecedentes
El CH-53 fue el resultado final de una competición lanzada en 1962 por el Cuerpo de Marines de los Estados Unidos, que fue denominada Heavy Helicopter Experimental (HH(X)). El Sikorsky S-65 resultó elegido por encima de su entonces contendiente, una versión modificada del helicóptero birrotor Boeing Vertol CH-47 Chinook. El prototipo YCH-53A voló por primera vez el 14 de octubre de 1964. La aeronave fue designada CH-53A Sea Stallion, y las entregas de las unidades de producción comenzaron en 1966.
Los primeros CH-53A estaban impulsados por dos motores de turboeje General Electric T64-GE-6, con una potencia unitaria de 2125 kW (2850 hp) y les permitían a las aeronaves tener un peso máximo al despegue de casi 21 000 kg (de los cuales, poco más de 9000 podían ser de carga).
Las variantes del CH-53A Sea Stallion original incluyen al RH-53A/D, HH-53B/C, CH-53D, CH-53G y al MH-53H/J/M. Los RH-53A y los RH-53D han prestado servicio en la Armada para el barrido de minas. Por su parte, el CH-53D incluía una versión más potente del motor General Electric T64 usado en todas las variantes del H-53, además de depósitos de combustible externos.
El CH-53G (por Germany) era una versión del CH-53D, producida en la antigua Alemania Occidental (RFA), para el Ejército Federal (Bundeswehr) de aquel Estado.
Los HH-53B/C Super Jolly Green Giant de la Fuerza Aérea de los Estados Unidos han estado dedicados a operaciones especiales y rescates durante misiones de combate, y fueron desplegados por vez primera durante la prolongada Guerra de Vietnam. Por su parte, los MH-53H/J/M de la Fuerza Aérea fueron los últimos H-53 bimotores y han tenido varias actualizaciones en su aviónica para poder operar en todo tipo de clima.

### H-53E

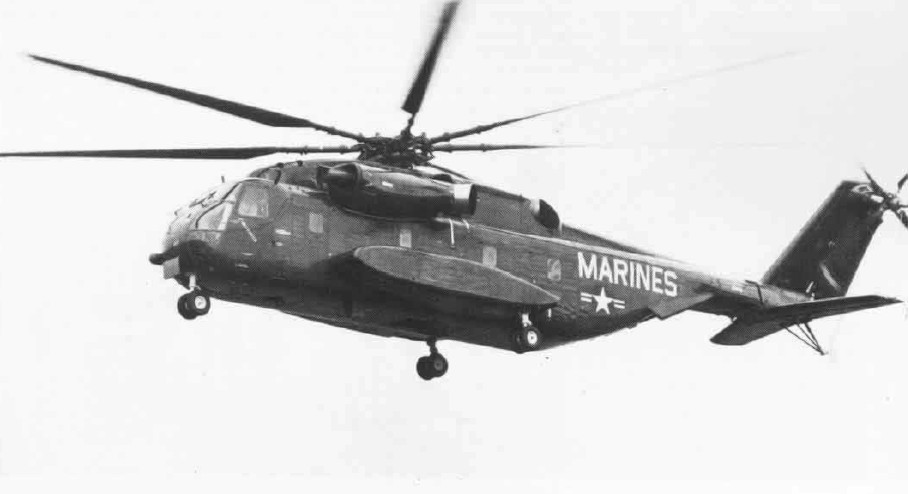
Primer vuelo del YCH-53E, 1 de marzo de 1974.

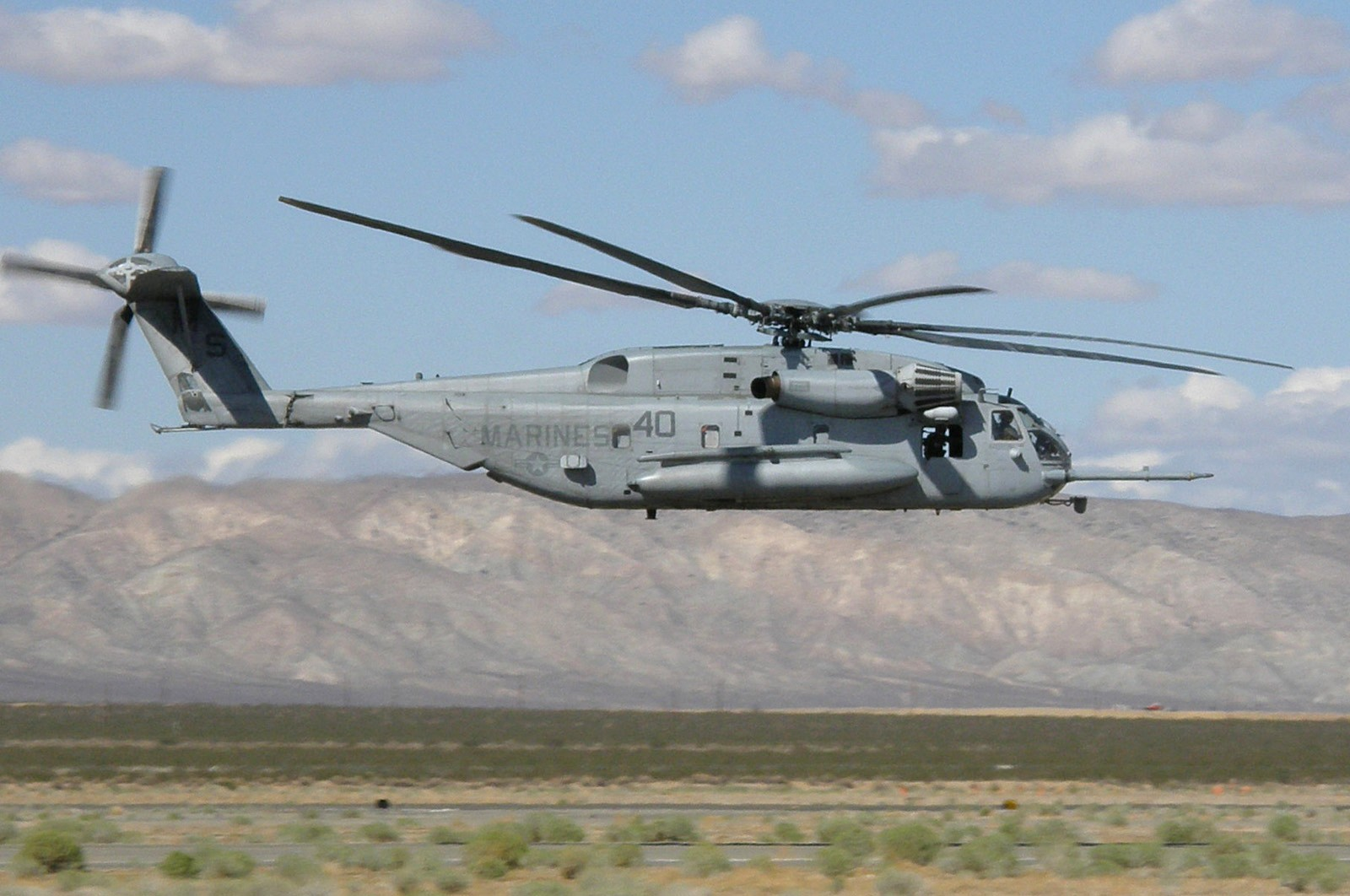
CH-53E Super Stallion realizando un vuelo de pasada de bajo nivel a alta velocidad.

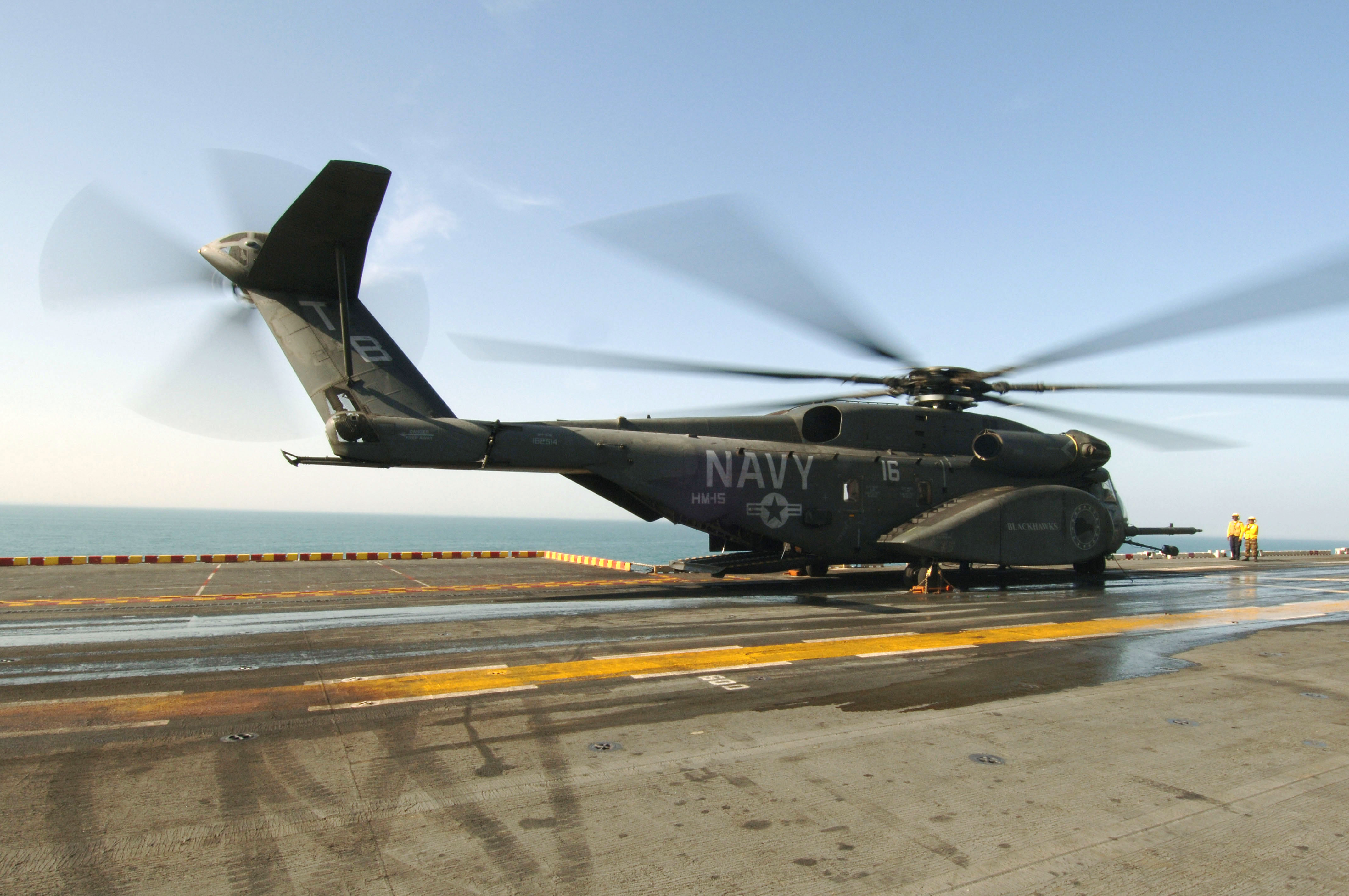
Un MH-53E Sea Dragon asignado al HM-15 se prepara para despegar desde el buque de asalto anfibio USS Nassau (LHA 4).

El octubre de 1967, el Cuerpo de Marines emitió los requerimientos para un helicóptero que tuviese una capacidad de elevación de 1,8 veces (es decir, casi el doble) de la del ya de por sí grande y potente CH-53D, y que a su vez cupiese dentro de los buques de asalto anfibio. A su vez, tanto la Armada como el Ejército estadounidenses también estaban interesados en un helicóptero de capacidades y prestaciones similares. Aunque antes de la realización de esa solicitud oficial, el fabricante Sikorsky Aircraft ya había estado trabajando en una versión mejorada de su entonces mayor helicóptero (el CH-53D), bajo la denominación interna de la empresa de S-80. Este entonces prototipo tenía un tercer motor de turboeje adicional y un sistema de rotor principal más potente. Ya para 1968, Sikorsky les propuso el diseño S-80 a los Marines. A estos les gustó la idea, ya que ésta prometía una rápida solución, por lo que financiaron el desarrollo de un helicóptero de pruebas para realizar evaluaciones adicionales.
En 1970, contra la presión del entonces secretario de Defensa estadounidense de intentar forzar la aceptación del diseño de helicóptero para el Ejército (con el evidente propósito de abaratar costes (mediante la adquisición de una aeronave común para las tres ramas de las Fuerzas Armadas involucradas), la Armada y los Marines lograron demostrar que la aeronave era demasiado grande para operar en los buques de desembarco, por lo que se les permitió finalmente buscar un helicóptero más específico.
Las pruebas realizadas con un prototipo a comienzos de la década de 1970 investigaron la adición de un tercer motor de potencia similar o igual a los del modelo anterior (el S-65), además de un rotor principal más grande, el cual a su vez incluía la adición de una séptima aspa. En 1974, el YCH-53E voló por primera vez.
Los cambios agregados al CH-53E también incluían un sistema de trasmisión más potente y una longitud del fuselaje extendida 1,88 m. Las aspas del rotor principal a partir de entonces estarían fabricadas con un compuesto de fibra de vidrio reforzado con titanio. También la anterior configuración baja de la cola fue reemplazada por otra más alta y grande, que permite que el rotor de cola tenga una pequeña inclinación, para así proveer un pequeño impulso de elevación adicional (en particular durante un vuelo estacionario), a la vez que también realiza su función principal de contrarrestar el efecto de torque provocado por el rotor principal. También se agregó un nuevo sistema de control de vuelo digital automatizado.; este último evita que el piloto sobreexija a la aeronave.
Las evaluaciones a las que fue sometido el YCH-53E mostraron que podía sostener un peso de 17,8 toneladas suspendidas a una altura de 15 metros, y que sin ninguna carga externa adicional podía alcanzar los 170 nudos (315 km/h), con un peso bruto de 25 400 kg. Esto llevó a la fabricación de dos aeronaves de preproducción y la solicitud de realización de pruebas estáticas. En ese tiempo, la cola del helicóptero fue rediseñada para incluir una superficie horizontal alta opuesta al rotor, con una sección interna perpendicular al rotor de cola, la cual se inclina 20° en conexión con la estructura trasera de la aeronave. El contrato inicial de producción fue otorgado en 1978, y la entrada definitiva en servicio tuvo lugar en febrero de 1981. El primer CH-53E de producción voló por primera vez en diciembre de 1980.
La Armada de los Estados Unidos adquirió el CH-53 en pequeñas cantidades para poder ser reabastecidos sin problemas desde buques. Entre la Armada y los Marines, adquirieron un total de 177 aeronaves.
La Armada solicitó una versión específica del CH-53E, destinada al rol de barrido de minas, que sería designada MH-53E Sea Dragon. Posee flotadores más grandes, que le permiten tener mayores depósitos de combustible, así como una autonomía extendida. También mantuvo la sonda para el reabastecimiento en vuelo, y podía ser equipado internamente con hasta siete depósitos de combustible de 1135 l (300 galones estadounidenses. El sistema de control digital del MH-53E incluye algunas características relacionadas al transporte y operación de instrumental específico para la localización de minas submarinas.
El prototipo del MH-53E realizó su primer vuelo el 23 de diciembre de 1981, y sería utilizado por la Armada estadounidense a partir de 1986. El MH-53E es capaz de ser reabastecido de combustible en el aire (ya sea en vuelo horizontal o estacionario). La Armada adquirió un total de 46 Sea Dragon y está convirtiendo los RH-53D para destinarlos al rol de transporte militar. Adicionalmente, cierto número de helicópteros MH-53E has sido exportados al Japón como el modelo S-80-M-1, para las Fuerzas de Autodefensa Marítima de ese país.
El modelo base CH-53E sirve tanto a la Armada como a los Marines para el rol de transporte de cargas pesadas. Es capaz de elevar equipos relativamente pesados y voluminosos, incluyendo los LAV-25 (Light Armored Vehicle, «vehículo blindado ligero») de ocho ruedas, el obús (howitzer) M198 de 155 mm junto a su munición y operadores, además de poder recuperar todas las otras aeronaves de los Marines, a excepción de los más grandes KC-130.

### CH-53K
Durante los últimos años, el Cuerpo de Marines de los Estados Unidos había estado planeando actualizar la mayoría de sus CH-53E para mantenerlos en servicio activo durante un período de tiempo extendido, pero finalmente dicho plan se estancó. Fue entonces cuando Sikorsky Aircraft Corporation propuso el desarrollo de una nueva versión derivada, originalmente denominada CH-53X, y en abril de 2006 los Marines firmaron un contrato por nada menos que 156 de las futuras aeronaves, las cuales recibieron el nombre definitivo de CH-53K.
Los Marines planeaban comenzar a retirar sus ya clásicos CH-53E en 2009 y necesitaban de un nuevo helicóptero de transporte pesado rápidamente. En agosto de 2007, el Cuerpo de Marines de los Estados Unidos incrementó su pedido hasta los 227 CH-53K.
El vuelo inicial del nuevo modelo estaba previsto para noviembre de 2011, y se estimaba que estuvieran operativamente disponibles en 2015, año en el que comenzarían las primeras entregas por parte del fabricante Sikorsky Aircraft. Las entregas deben finalizar en 2022.

## Diseño

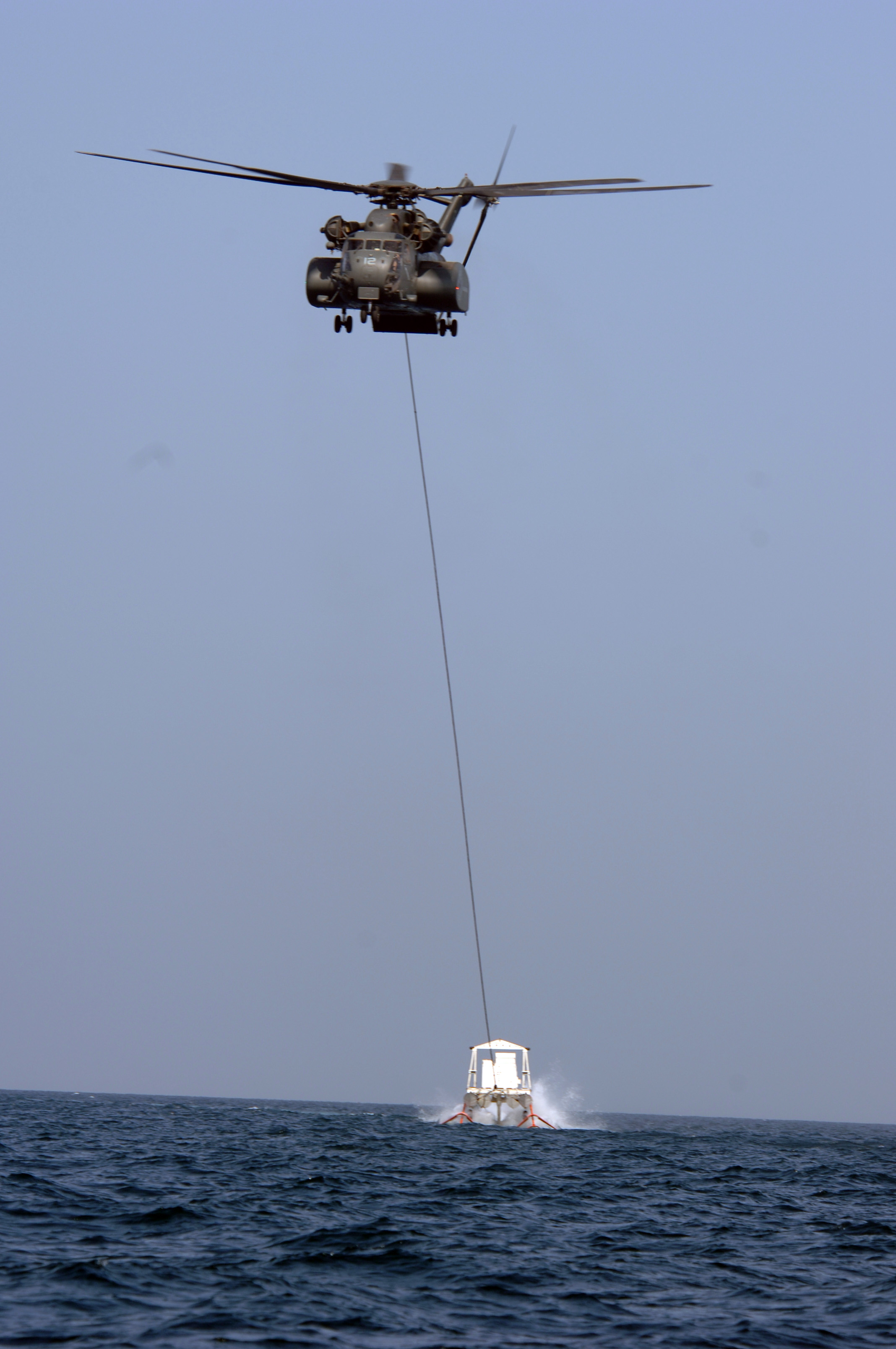
Un MH-53E remolcando un dispositivo MK105, para realizar barrido de minas.

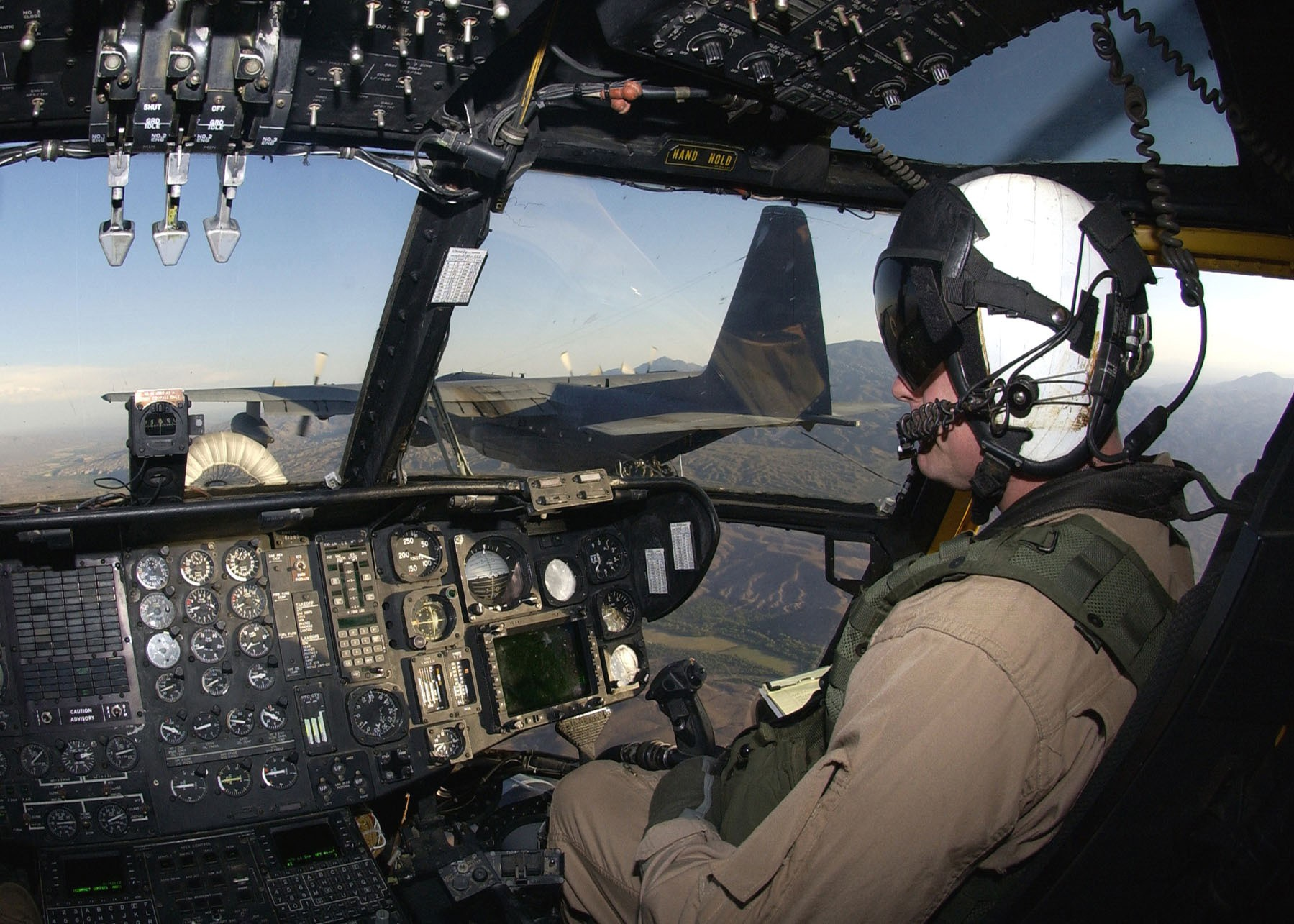
Vista de la cabina de pilotaje de un CH-53E durante una operación de reabastecimiento en vuelo con un HC-130 Hercules del Cuerpo de Marines de los Estados Unidos.

El trimotor CH-53E Super Stallion (S-80) es similar en dimensiones al bimotor CH-53A Sea Stallion (S-65) original, aunque de hecho el primero se trata de un helicóptero bastante más potente que su predecesor. Además, posee un sistema de rotor principal más grande, el cual incluye una séptima aspa para brindar, según quienes lo han volado, “un vuelo más suave”.
El CH-53E puede transportar hasta 55 soldados o 13 500 kg de carga interna (y hasta poco más de 16 000 kg externos). El Super Stallion posee una velocidad crucero de unos 150 nudos (278 km/h) y posee una autonomía de unos 1000 km. El helicóptero también está equipado con una sonda extendible para el reabastecimiento en vuelo y también puede elevar una manguera de combustible, cuando se encuentra suspendido en vuelo estacionario (hovering) sobre la cubierta de un buque.
Tiene soportes para tres ametralladoras: una en la puerta lateral de estribor de la tripulación, otra en la ventana de babor (justo detrás del copiloto), y la tercera en la rampa de la cola.[cita requerida] El CH-53E también dispone de chaff (láminas de aluminio para confundir a los radares), así como pequeños dispositivos lanzadores de bengalas, para confundir a los proyectiles termodirigidos o buscadores de calor.
El MH-53E posee estabilizadores con combustible montados en los laterales más grandes, y está equipado con un soporte para poder remolcar su “trineo” para el barrido de las peligrosas minas navales, que le permite poder hacerlo en forma segura desde una posición bastante elevada. Además de sus dos ametralladoras, el Sea Dragon está equipado con sistemas de barrido de minas. Su sistema digital de control de vuelo incluye algunas características específicamente diseñadas para operar sus equipamientos destinado a aquella función. Algunas de las actualizaciones incorporadas al CH-53E incluyen un dispositivo de visión nocturna para el piloto (Helicopter Night Vision System, HNVS), ametralladoras mejoradas GAU-21/A and M3P de calibre .50 BMG (12,7 mm)y un dispositivo de imágenes FLIR (Forward Looking Infra-Red, “infrarrojo frontal”), del modelo AAQ-29A.
Los CH-53E y MH-53E son los mayores y más pesados helicópteros fabricados en Occidente (a excepción de sus derivados, los CH-53K). Asimismo, el CH-53E es el actual segundo mayor operativo del mundo, detrás del ruso (y antiguamente soviético) Mil Mi-26 (el cual tiene un peso máximo al despegue del orden de las 56 toneladas y puede transportar unos 20 000 kg de carga).

### Componentes
Referencias: airforce-technology.com

#### Armamento
| Sistema                | País    | Fabricante | Notas              |
| ---------------------- | ------- | ---------- | ------------------ |
| Ametralladora (opción) | Bélgica | FN Herstal | 3 × M3M de 12,7 mm |

#### Propulsión
| Sistema | País           | Fabricante       | Notas   |
| ------- | -------------- | ---------------- | ------- |
| Motor   | Estados Unidos | General Electric | 3 × T64 |

## Historia operacional

### Años 1980

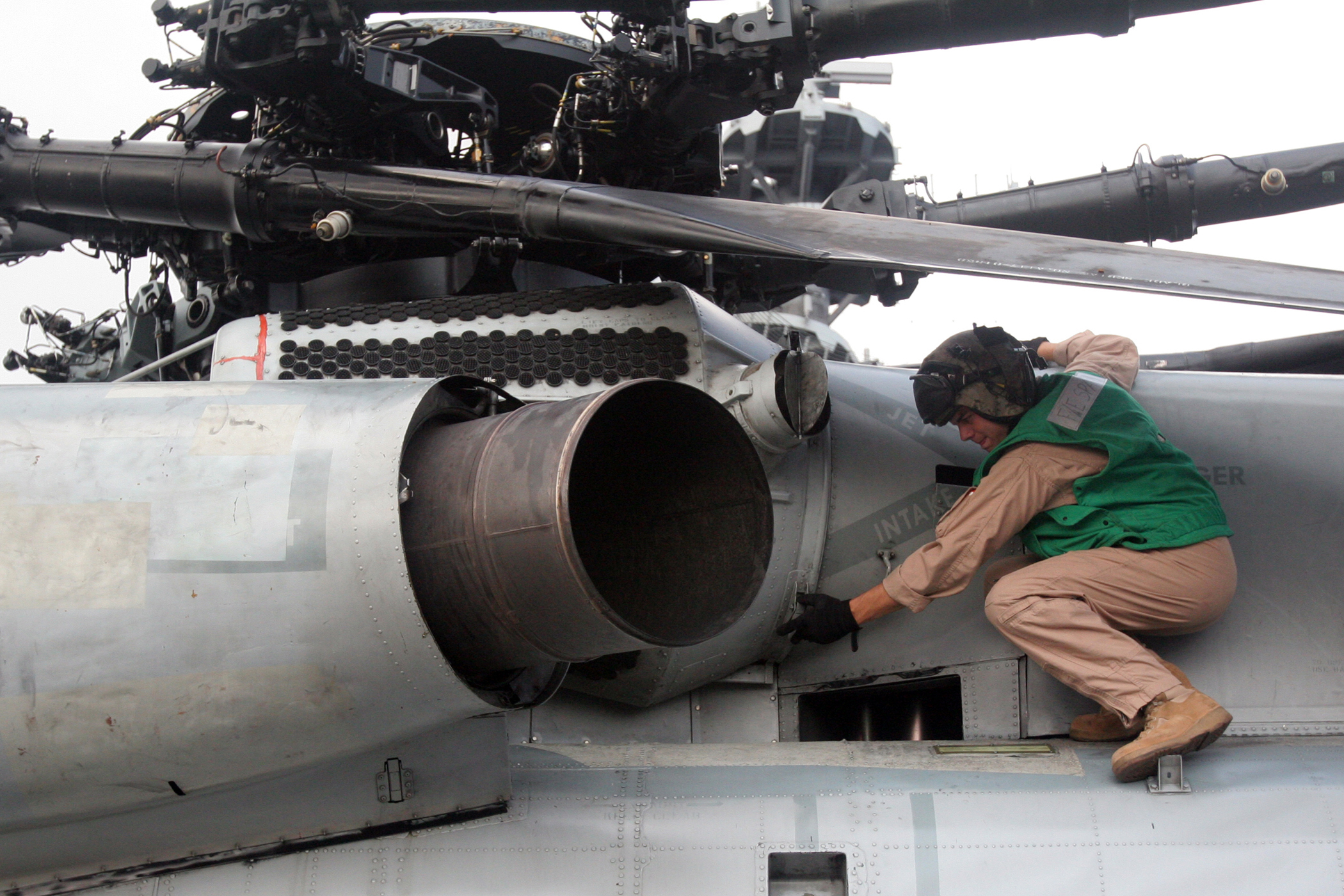
Detalle de la estructura del rotor de un CH-53E y de la tobera de escape de uno de sus motores.

El Super Stallion entró en servicio por vez primera a partir de la creación del HMH-464 (Heavy Marine Helicopter Squadron 464, “Escuadrón de helicópteros pesados de los Marines), ubicado en la base Marine Corps Air Station de New River, en Carolina del Norte. Durante los años siguientes fueron creados dos escuadrones adicionales en la MCAS de Tustin (California), denominados HMH-465 y HMH-466 respectivamente.
Además, un escuadrón de entrenamiento de la costa oeste, el HMT-301, fue provisto de Super Stallion, al igual que otro de la costa este (HMH-772), este último a partir de un desprendimiento de la base reservista NASJRB de Willow Grove (en el estado de Pensilvania). Desde entonces, los otros escuadrones de helicópteros pesados de los Marines comenzaron a retirar paulatinamente sus más antiguos CH-53A y D, reemplazándolos con la entonces nueva y más potente serie “E”.
Los CH-53E de los Marines fueron desplegados por primera vez en 1983, cuando cuatro de los nuevos helicópteros del escuadrón HMH-464 fueron embarcados a bordo del buque USS Iwo Jima, como parte de la 24.ª Unidad Anfibia de Marines.[cita requerida]
Durante este despliegue, los Marines desembarcaron en cercanías de Beirut (Líbano) para establecer (como fuerzas de paz) un perímetro alrededor del Aeropuerto Internacional de la capital libanesa. El 23 de octubre de 1983, un camión-bomba, detonado por terroristas destruyó el cuartel de los Marines en Beirut, matando a aproximadamente 240 de ellos mientras dormían. Los helicópteros CH-53E del MAU 24 proveyeron un apoyo crítico durante las posteriores operaciones de limpieza y de transporte de heridos.

### Década de 1990

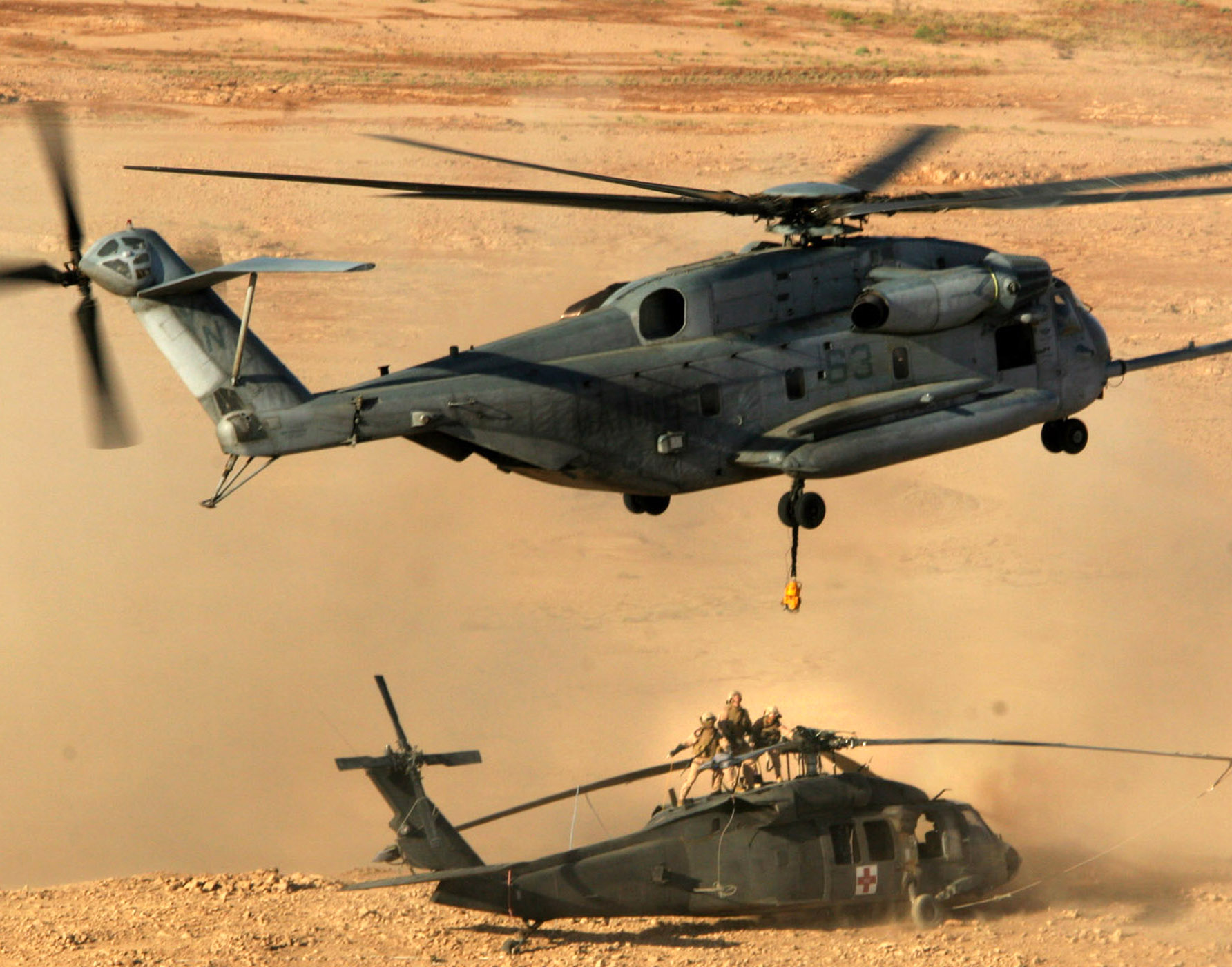
Los Marines se preparan para enganchar un Sikorsky UH-60 Black Hawk derribado a un CH-53E Super Stallion, en la provincia Iraquí de Al Anbar.

En 1991, varios CH-53E, junto a otros helicópteros CH-46 Sea Knight, fueron enviados a la ciudad de Mogadiscio (capital de Somalia) para evacuar al personal estadounidense y extranjero que había estado prestando servicio en la embajada de los Estados Unidos en aquel país del Cuerno de África, durante la guerra civil somalí.
Durante la Operación Tormenta del Desierto contra el régimen iraquí del entonces dictador Saddam Hussein, MH-53E Sea Dragon que operaban desde buques fueron usados para las operaciones de remoción de minas iraquíes en el Golfo Pérsico, en cercanías de la costa del emirato de Kuwait.
El 2 de junio de 1995, el capitán Scott O'Grady, piloto de un caza F-16 Fighting Falcon derribado sobre Bosnia-Herzegovina, durante la entonces guerra civil en la antigua federación Yugoslava, estuvo perdido durante varios días hasta finalmente ser rescatado por dos CH-53E.

### Años 2000

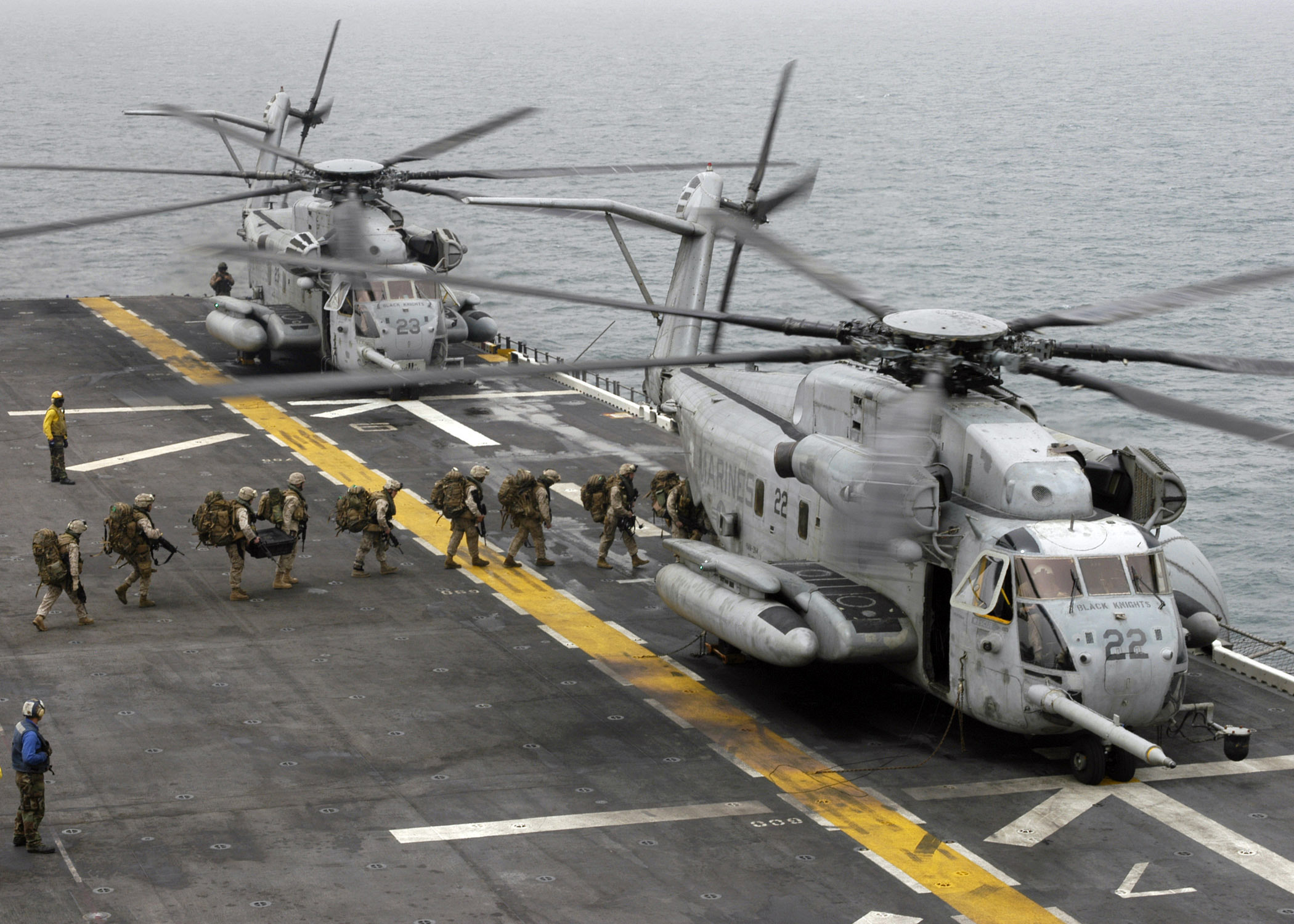
Helicópteros CH-53E se preparan para despegar desde el.

El 26 de octubre de 2001, tres CH-53E a bordo del USS Pelelieu (LHA-5) y 3 CH-53E a bordo del USS Bataan (LHD-5) volaron unos 340 km para asegurar la primera base de operaciones estadounidense en Afganistán, Camp Rhino, con 1100 soldados en su punto de máxima actividad. Este último ha sido el más largo despliegue anfibio de la historia. La gran autonomía o el largo alcance de los CH-53E les permitió a los Marines establecer una base en el sur de Afganistán, a unos cientos de kilómetros de las costas más cercanas.[cita requerida]
Los Super Stallion volvieron a desempeñar un rol principal en la Invasión de Irak de 2003, en relación con el despliegue rápido de tropas sobre el terreno. Resultaron ser de importancia crítica para mover provisiones y municiones hacia las unidades de avanzada de los Marines, y para el transporte de los heridos hacia la retaguardia, pare recibir el tratamiento adecuado. Asimismo, los CH-53E de los Marines y los CH-46E transportaron a los Rangers y a las tropas de operaciones especiales en una misión, que tuvo lugar el 1 de abril de 2003, para rescatar a los pocos soldados estadounidenses capturados por las entonces Fuerzas Armadas de Saddam Hussein.
En la actualidad, unos 100 helicópteros CH-53E están en servicio activo dentro del Cuerpo de Marines de los Estados Unidos y otros 30 MH-53 adicionales son operados por la Armada de los Estados Unidos.

## Operadores
Estados Unidos
- Cuerpo de Marines de los Estados Unidos
- Armada de los Estados Unidos

 Japón
- Fuerza Marítima de Autodefensa de Japón

## Accidentes
El MH-53E Sea Dragon es, entre los helicópteros operados por la Armada de los Estados Unidos, el más propenso a sufrir accidentes, con un total de 27 muertes directamente relacionadas con ellos en el período de 24 años comprendido entre 1984 y 2008.
Su tasa de accidentes (mishaps) de la “Clase A” (la cual implica daños por un millón de dólares o pérdida de vidas humanas) es de 5,96 por cada 100 000 horas de vuelo, más del doble del promedio de la Marina para ese tipo de aeronaves, que es de 2,26.
En 1996, un CH-53E se estrelló en la propia planta de Sikorsky Aircraft Corporation en la localidad de Straford, Connecticut, muriendo cuatro empleados a bordo. Esto llevó a mantener momentáneamente en tierra a todos los CH-53E y MH-53E de la Armada estadounidense.
El 10 de agosto de 2000, un MH-53E Sea Dragon se estrelló en el Golfo de México, en las cercanías de Corpus Christi, Texas, con el resultado del fallecimiento de los cuatro miembros de su tripulación. Los helicópteros posteriormente regresaron al servicio activo, esta vez con nuevas placas mejoradas o reforzadas y nuevos sistemas de alerta.
Una demanda judicial de 2005 alega que desde 1993 han existido por lo menos 16 fuegos a bordo durante diversos vuelos, o incidentes de sobrecalentamiento del motor número dos de los helicópteros Super Stallion. Aquella incluye la acusación de que no se hicieron los cambios pertinentes y que las tripulaciones no fueron adecuadamente instruidas acerca de las técnicas o los procedimientos de evacuación de emergencia.
En las primeras horas del 26 de enero de 2005, un CH-53E que transportaba a marines y a un enfermero de la Armada se estrelló en Rutbah (Irak), muriendo las 31 personas a bordo.
Posteriormente se determinó que una tormenta de arena había sido la responsable del accidente; éste fue el principal accidente fatal en un solo día de la posguerra (para las fuerzas de ocupación de los Estados Unidos)
El 16 de enero de 2008, un MH-53E de la Armada estadounidense, que se encontraba en una misión de entrenamiento de rutina, se estrelló a unos 6 km al sur de Corpus Christi, Texas. Tres miembros de la tripulación murieron en el accidente y otro de ellos tuvo que ser trasladado a un hospital de la ciudad debido a sus heridas.

## Especificaciones (CH-53E)

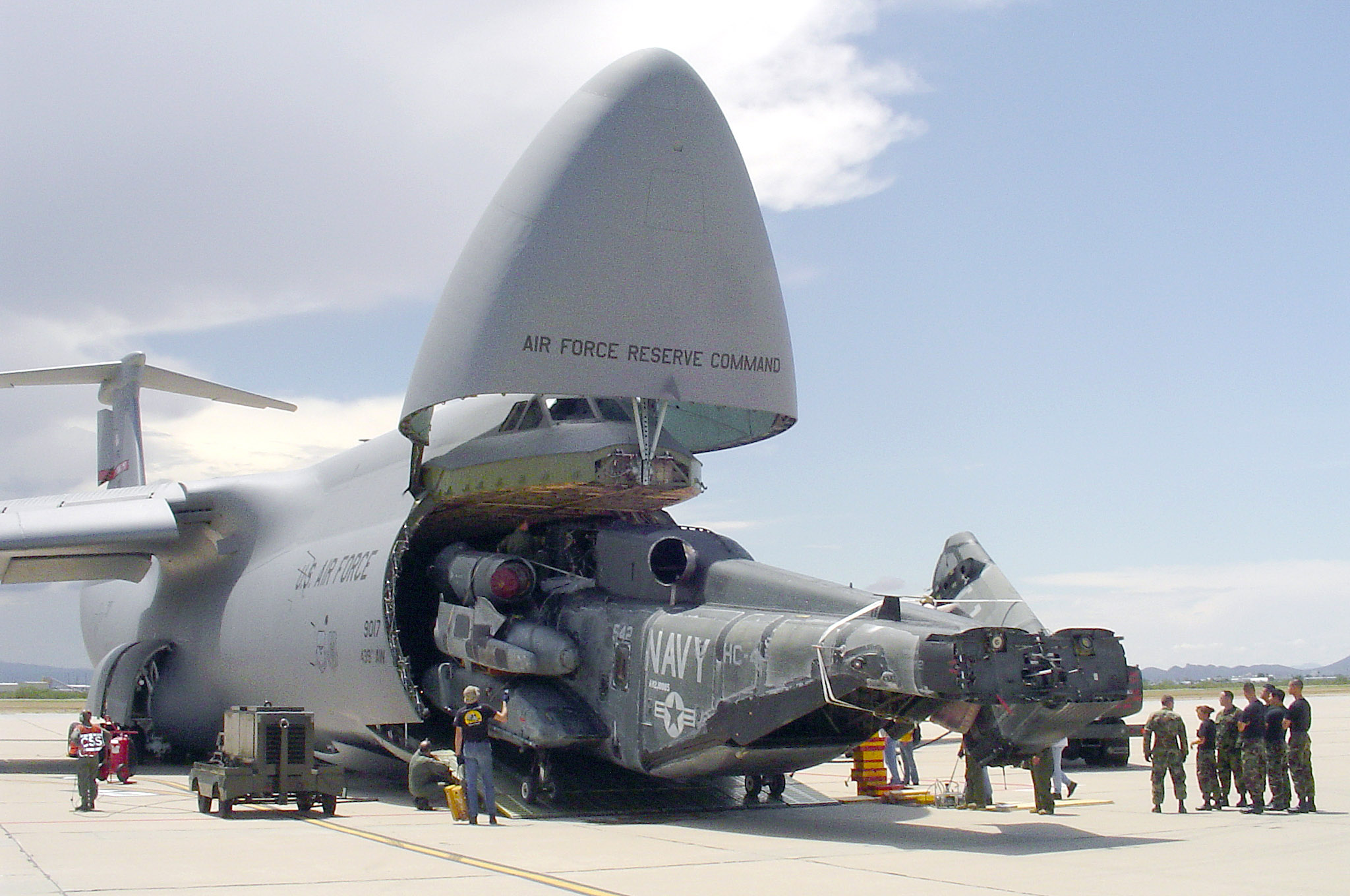
Cargando un Super Stallion en un C-5A. Un C-17 también puede transportarlo desmontando partes.

### Características generales
- Tripulación: Cinco (piloto, copiloto, jefe de tripulación/artillero derecho, artillero izquierdo, y artillero de cola (tripulación de combate))
- Capacidad: 37 soldados (o 55, incluyendo una fila central de asientos)
- Carga: 13 600 kg (interna) 14 500 kg (externa)
- Longitud: 30,2 m (99,1 ft)
- Diámetro rotor principal: 24 m (78,7 ft)
- Altura: 8,5 m (27,8 ft)
- Área circular: 460 m² (4951,5 ft²)
- Peso vacío: 15 070 kg (33 214,3 lb)
- Peso máximo al despegue: 33 300 kg (73 393,2 lb)
- Planta motriz: 3× General Electric T64-GE-416 turboeje.
  - Potencia: 3270 kW (4508 HP; 4447 CV) cada uno.

### Rendimiento
- Velocidad máxima operativa (Vno): 315 km/h (196 MPH; 170 kt)
- Velocidad crucero (Vc): 278 km/h (173 MPH; 150 kt)
- Alcance: 1000 km (540 nmi; 621 mi)
- Alcance en combate: km
- Alcance en ferry: 1833 m (6014 ft)
- Techo de vuelo: 5640 m (18 504 ft)
- Régimen de ascenso: 13 m/s (2559 ft/min)

## Aeronaves relacionadas

### Desarrollos relacionados
- Sikorsky CH-53 Sea Stallion
- Sikorsky HH-53/MH-53 Pave Low

### Aeronaves similares
- CH-47 Chinook
- Mil Mi-6
- Mil Mi-26

### Secuencias de designación
- Secuencia S-_ (interna de Sikorsky): ← S-74 - S-75 - S-76 - S-80 - S-92 - S-97 - S-100 →
- Secuencia _H-_ (Helicópteros estadounidenses, 1962-presente): ← QH-50 - XH-51 - HH-52 - CH-53/HH-53/MH-53/CH-53E/CH-53K - CH-54 - TH-55 - AH-56 →